# Egejské ostrovy

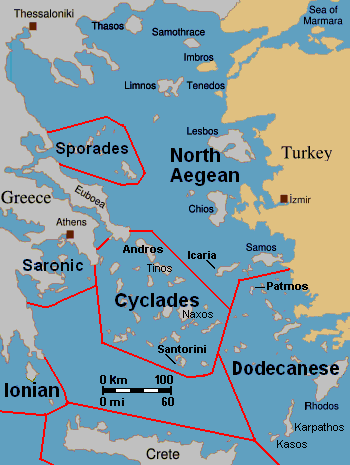
Mapa ostrovů v Egejském moři zobrazující skupiny ostrovů

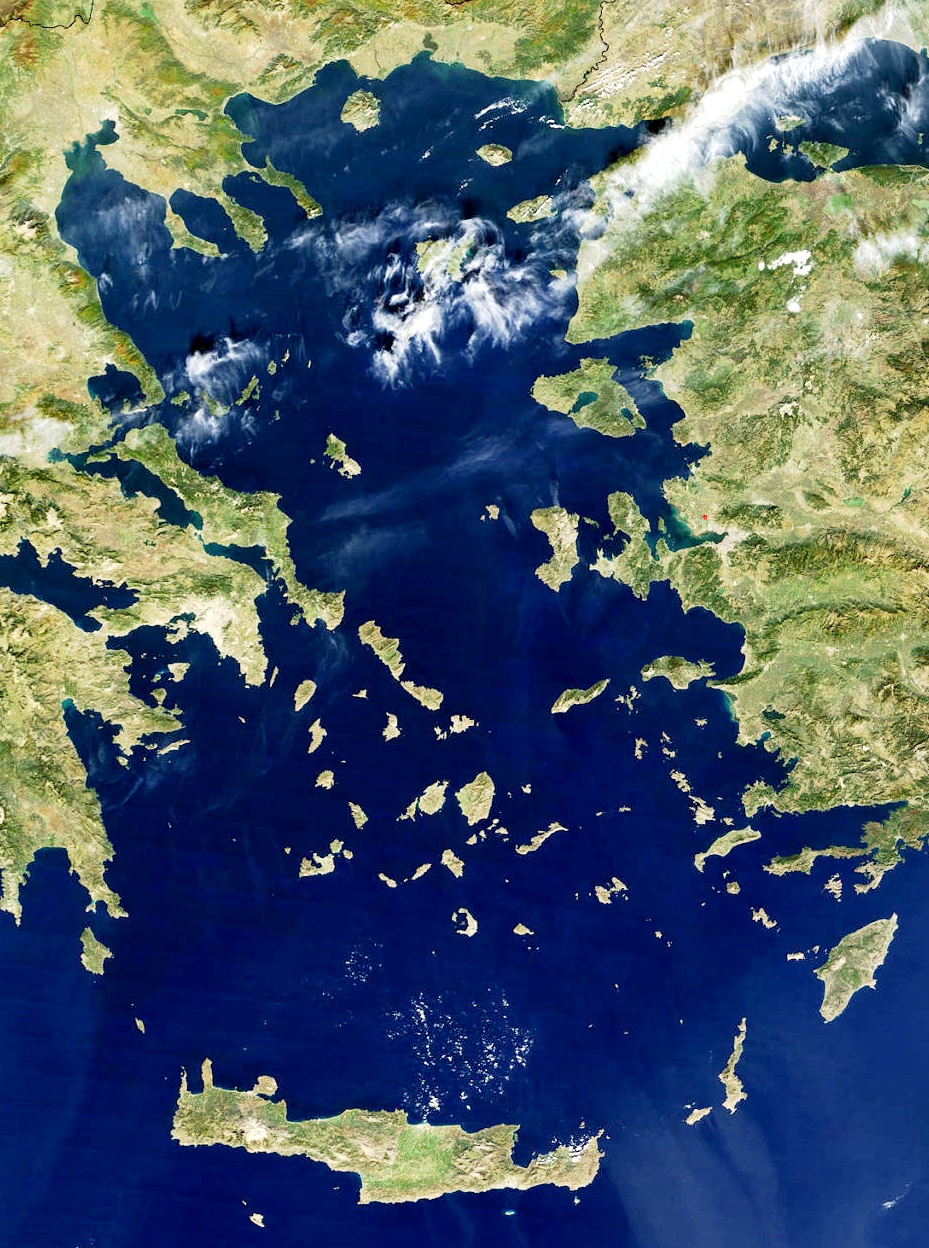
Satelitní pohled na Egejské moře a ostrovy

Egejské ostrovy (řecky: Νησιά Αιγαίου, romanizováno: Nisiá Aigaíou; turecky: Ege Adaları) jsou ostrovy v Egejském moři. Na západě a na severu sousedí s pevninským Řeckem a na východě s Tureckem; ostrov Kréta ohraničuje moře na jihu, ostrovy Rhodos, Karpathos a Kasos na jihovýchodě. Starořecký název Egejského moře, Archipelago (ἀρχιπέλαγος, souostroví), byl později použit pro ostrovy, které se v něm nacházejí. Nyní se termín používá obecněji, pro označení jakékoli skupiny ostrovů.
Velká většina Egejských ostrovů patří Řecku. Jsou rozděleny do devíti krajů. Jedinými většími ostrovy, které patří Turecku v Egejském moři jsou Imbros (Gökçeada) a Tenedos (Bozcaada) v severovýchodní části moře. Pod vládou Turecka jsou také různé menší ostrůvky u západního pobřeží Turecka.
Ostrovy mají horká léta a mírné zimy. Panuje zde horké letní středomořské klima (Csa v Köppenově klasifikaci podnebí).

## Skupiny ostrovů
Egejské ostrovy jsou tradičně rozdělovány do sedmi skupiny, ze severu na jih:
- Severní egejské ostrovy
- Sporady (Severní Sporady)
- Euboia
- Saronské ostrovy
- Kyklady
- Dodekany (Jižní Sporady)
- Kréta

Termín Italské egejské ostrovy (italsky: Isole Italiane dell’Egeo) se někdy používá k označení ostrovů v Egejském moři dobytých Itálií během italsko-turecké války v roce 1912 a (prostřednictvím Lausannské smlouvy) od roku 1923 do roku 1947 připojených k Itálii: Dodekany, včetně Rhodu a Kasteloriza. Ve mírové smlouvě v roce 1947 byly ostrovy ovládané Itálií postoupeny Řecku.